# Cnodacophora immaculata
Cnodacophora immaculata är en tvåvingeart som beskrevs av Merritt och Peterson 1976. Cnodacophora immaculata ingår i släktet Cnodacophora och familjen skridflugor.
Artens utbredningsområde är Alaska. Inga underarter finns listade i Catalogue of Life.